# 罗卡福尔泰利古雷
罗卡福尔泰利古雷（義大利語：Roccaforte Ligure），是意大利亚历山德里亚省的一个市镇。总面积20.62平方公里，人口154人，人口密度7.5人/平方公里（2009年）。ISTAT代码为006146。